# 维克·巴托洛梅
维克托·巴托洛梅（英語：Victor Bartolome，1948年9月29日—），美国NBA联盟前职业篮球运动员。他在1970年的NBA选秀中第6轮第2顺位被旧金山勇士选中。